# ساعة وجبهة موجية
نموذج الساعة والجبهة الموجية هو نموذج يُستخدم لوصف عملية تكوين الجسد في الفقاريات. تكَوّن الجسد هو العملية التي يتم من خلالها تكوين الجُسيدات، وهي كتل من الأديم المتوسط تؤدي إلى ظهور مجموعة متنوعة من الأنسجة الضامة.
يصف النموذج انفصال الجُسيدات عن الأديم المتوسط المجاور للمحور كنتيجة للتعبير المتذبذب لبروتينات معينة وتدرجاتها.

## ملخص
بمجرد أن تصبح خلايا الأديم المتوسط ما قبل الجسدي في مكانها بعد هجرة الخلايا أثناء عملية المُعَدَية، يبدأ التعبير التذبذب للعديد من الجينات في هذه الخلايا كما لو كانت تنظمها "ساعة" تطورية. وقد أدى هذا إلى استنتاج الكثيرين أن عملية تكوين الجسد يتم تنسيقها بواسطة آلية "الساعة والموجة".
بشكل أكثر تقنيًا، هذا يعني أن تكوّن الجسد يحدث بسبب تذبذبات ذاتية للخلية إلى حد كبير لشبكة من الجينات والمنتجات الجينية التي تتسبب في تأرجح الخلايا بين حالة متساهلة وحالة غير متساهلة بطريقة زمنية ثابتة، مثل الساعة. تشمل هذه الجينات أعضاء من عائلة عوامل نمو الخلايا الليفية ومسار الإشارات وتن ومسار إشارات الشق، بالإضافة إلى أهداف هذه المسارات. تتقدم جبهة الموجة ببطء في الاتجاه الأمامي إلى الخلفي. نظرًا لأن واجهة الموجة للإشارة تتلامس مع الخلايا في الحالة المتساهلة، فإنها تخضع لانتقال اللحمة الظهارية وتقرص من الأديم المتوسط قبل الجسدي الأمامي، وتشكل حدودًا جسديًا وتعيد ضبط العملية للجسيدة التالية.
على وجه الخصوص، يبدو أن التنشيط الدوري لمسار اشارات الشق له أهمية كبيرة في نموذج ساعة واجهة الموجة. لقد تم اقتراح أن تنشيط مسار اشارات الشق أن يُنشّط بشكل دوري سلسلة من الجينات اللازمة لفصل الجسيدات عن الجسم المجاور للمحور الرئيسي. يتم التحكم في هذا من خلال وسائل مختلفة في الأنواع المختلفة، مثل من خلال حلقة ردود فعل سلبية بسيطة في الزرد أو في عملية معقدة حيث تؤثر ساعات عوامل نمو الخلايا الليفية ومسار الإشارات وتن على ساعة الشق، كما هو الحال في الكتاكيت والفئران. بالرغم من ذلك، فإن نموذج ساعة التجزئة محفوظ بشكل تطوّري للغاية.
يجب أن يتأرجح التعبير الجوهري لـ "جينات الساعة" بتواتر يساوي الوقت اللازم لتكوين جسد واحد، على سبيل المثال 30 دقيقة في سمك الزرد، و90 دقيقة في الكتاكيت، و100 دقيقة في الثعابين.

## استقلالية التذبذب
التذبذب الجيني في الخلايا المسبقة التكوُّن هو إلى حد كبير، ولكن ليس بالكامل، خلية مستقلة. عندما تتعطل إشارات الشق في أسماك الزرد، لم تعد الخلايا المجاورة تتأرجح بشكل متزامن، مما يشير إلى أن إشارات الشق مهمة للحفاظ على تزامن مجموعات الخلايا المجاورة. بالإضافة إلى ذلك، تم عرض بعض التبعية الخلوية في الدراسات المتعلقة بالبروتين القنفذ الصوتي في تكوين الجسد. على الرغم من أن التعبير عن بروتينات مسار بروتين القنفذ الصوتي لم يتم الإبلاغ عنه للتأرجح في الأديم المتوسط السابق للجسيدة، إلا أنه يتم التعبير عنها داخل الأديم المتوسط السابق للجسيدة أثناء تكوين الجسد. عندما يتم استئصال الحبل الظهري أثناء تكوين الجسد في جنين الصيصان، يتشكل العدد المناسب للجسيدات، ولكن تتأخر ساعة التجزئة للثلثي الخلفي للجسيدات. الجسيدات الأمامية لا تتأثر. في إحدى الدراسات، تم تقليد هذا النمط الظاهري بواسطة مثبطات بروتين القنفذ الصوتي، وتم إنقاذ تكوين الجسيدات في الوقت المناسب بواسطة بروتين القنفذ الصوتي الخارجي، مما يدل على أن الإشارة المفقودة الناتجة عن الحبل الظهري يتم توسطها بواسطة بروتين القنفذ الصوتي.